# Mrkopalj
Mrkopalj è un comune di 1 208 abitanti della regione litoraneo-montana in Croazia.

## Località
Il comune di Mrkopalj è suddiviso in 6 frazioni (naselja):
- Begovo Razdolje
- Brestova Draga
- Mrkopalj
- Sunger (it. Sungari[2])
- Tuk Mrkopaljski
- Tuk Vojni